# Jiří Valter
Jiří Valter (* 6. února 1952 Brno), známější spíše jako Big Boss, je český muzikant, zakladatel české metalové skupiny Root a zakladatel české odnože Církve Satanovy.

## Biografie
Narodil se 6. února 1952 v Brně pianistovi a profesorovi Milanu Valterovi a laborantce v chemickém závodě. Vystudoval dvanáctiletku a dva ročníky sociálně právní nástavby, nástavbu však kvůli problémům s komunistickou vládou nemohl dokončit. Svoji kariéru začal hráním cover songů Beatles, brzy se však jako zpěvák zaměřil na blues (který zpíval prvně jako trio s kytaristou Antonínem Střížem a bubeníkem Kyseláčem, později jako duo s pianistou Žaludem). Blues brzy vystřídal hard rockem a ten nakonec heavy metalem.
Vystupoval také s mnoha velmi slavnými brněnskými zábavovými kapelami jako např. Brněnská straka nebo Vega. V roce 1987 spolu s kytaristou Petrem "Blackie" Hoškem založil kapelu Root, která se stala legendou české i světové extrémní metalové scény a stala se jednou z významných kapel tzv. první vlny black metalu. S kapelou Root vystupoval až do roku 2022, kdy ji kvůli narůstajícím zdravotním problémům byl nucen opustit. Po jeho odchodu se zbytek kapely obrátil k fanouškům s otázkou, zdali chtějí, aby si Root našel náhradu za svého historicky jediného zpěváka a pokračoval dál s ním, rozhodli fanoušci v hlasování na sociálních sítích vyhlášeném kapelou, že nechtějí. Do takové míry je Big Boss vnímán jako ikona jak kapely Root, tak i české metalové scény jako celku. V pozdějších letech svojí kariéry z důvodu velkého množství nepoužitých nápadů, se nechal přemluvit Tomášem Košutou z Leviathan records k nahrání svojí prvního sólo s názvem Belial´s wind.
Je také zakladatelem české pobočky Církve Satanovy. Jako host se také objevuje na albech Moonspell (At the image of Pain), Helheim (The Thrall And The Master, Oaken Dragons), Amon (Call the master!), Winter Horde, Asgard (Pátý Květen) a mnoha dalších. V posledních letech se věnuje také znakovému zpěvu a psaní knih.
Z jeho literární činnosti stojí za zmínku Rozhovory se Satanem, také přepsal překlad Nietzscheho knihy Antikrist, který byl psaný švabachem. Všechny svoje knihy si vydává sám na objednávku.

## Diskografie

### Root
- 7 černých jezdců / 666 (single, 1990)
- Zjevení (1990)
- Hell Symphony (1991)
- The Revelation (1991)
- The Temple in the Underworld (1992)
- Kärgeräs (1996)
- The Book (1999)
- Zjevení / The Temple in the Underworld (reedice, 1999)
- Black Seal (2001)
- Hell symphony / Kärgäras (reedice, 2001)
- Dema (reedice dem, 2002)
- Madness of the Graves (2003)
- Casilda (miniCD, 2006)
- Daemon viam invenient (2007)
- Heritage of Satan (2011)
- Viginti Quinque Annis in Scaena (2013)
- Kärgeräs – Return from Oblivion (2016)

### BigBoss Band
- Q7 (1994)
- Belial's wind (1998)
- Doomy ballads (2009)
- Sbírka černých růží (2017)
- Než zemřu (2019)

### Equirhodont
- Equirhodont grandiose magus (2003)
- Black crystal (2004)